# Marie (Arkansas)
Marie es un pueblo del condado de Misisipi, Arkansas, Estados Unidos. Tiene una población estimada, a mediados de 2022, de 101 habitantes.

## Geografía
Está ubicado en las coordenadas 35°36′47″N 90°04′59″O / 35.61306, -90.08306 (35.612931, -90.082963). Según la Oficina del Censo de los Estados Unidos, tiene una superficie de 0.38 km², correspondientes en su totalidad a tierra firme.

## Demografía
Según el censo de 2020, en ese momento había 108 personas residiendo en la zona. La densidad de población era de 284.21 hab./km². El 82.41% de los habitantes eran blancos, el 8.33% eran afroamericanos, el 6.48% eran de otras razas y el 2.78% eran de una mezcla de razas. Del total de la población, el 5.56% eran hispanos o latinos de cualquier raza.